# Denver International Airport
'Denver International Airport (Mezinárodní letiště Denver, IATA: DEN, ICAO: KDEN, FAA LID: DEN), často zkracované jen jako DIA je mezinárodní letiště na západě Spojených států amerických, které obsluhuje především metropolitní oblast Denver v Coloradu a také větší městský koridor Front Range. S rozlohou 33 531 akrů (52,4 sq mi; 135,7 km2) jde o největší letiště v Severní Americe podle rozlohy a druhé největší na světě, hned po mezinárodním letišti krále Fahda. Dráha 16R/34L s délkou 16 000 stop (3,03 mi; 4,88 km) je nejdelší dráhou pro veřejný provoz v Severní Americe a sedmou nejdelší na světě. Letiště leží v dojezdové vzdáleností od centra Denveru 25 mil (40 km), o 19 mil (31 km) dále než bývalé mezinárodní letiště Stapleton, které bylo letištěm Denver nahrazeno.
Otevřeno bylo v roce 1995 a v současnosti zde působí 25 různých leteckých společností, které nabízejí nepřetržité služby do více než 215 destinací v Severní Americe, Latinské Ameriky, Evropy a Asie; bylo to čtvrté letiště v USA, které přesáhlo počet 200 destinací. Letiště je hlavním uzlem pro United Airlines a Frontier Airlines a největší provozní hub pro Southwest Airlines.

## Statistika
- S rozlohou (140 km²) je největším letištěm ve Spojených státech a druhým největším letištěm světa.[6]
- Přistávací dráha 16R/34L je nejdelší v USA (16 000 stop, 4,877 km).
- V roce 2011 bylo letiště Denver International Airport jedenáctým nejvytíženějsím letištěm světa s počtem pasažérů 52 699 298.
- Letiště je hlavním uzlem pro nízkonákladové Frontier Airlines a vnitrostátní Great Lakes Airlines. Je také čtvrtým největším uzlem pro United Airlines.

## Ocenění
- Čtenáři časopisu Business Traveler Magazine bylo letiště označeno šest let po sobě (2005-2010) jako nejlepší letiště severní Ameriky.
- DIA je jediné letiště v USA, které má certifikaci ISO 14001 (podle reportu z roku 2009).[7]
- V roce 2004 FAA zvolila DIA za letiště s nejdochvilnějšími přílety.

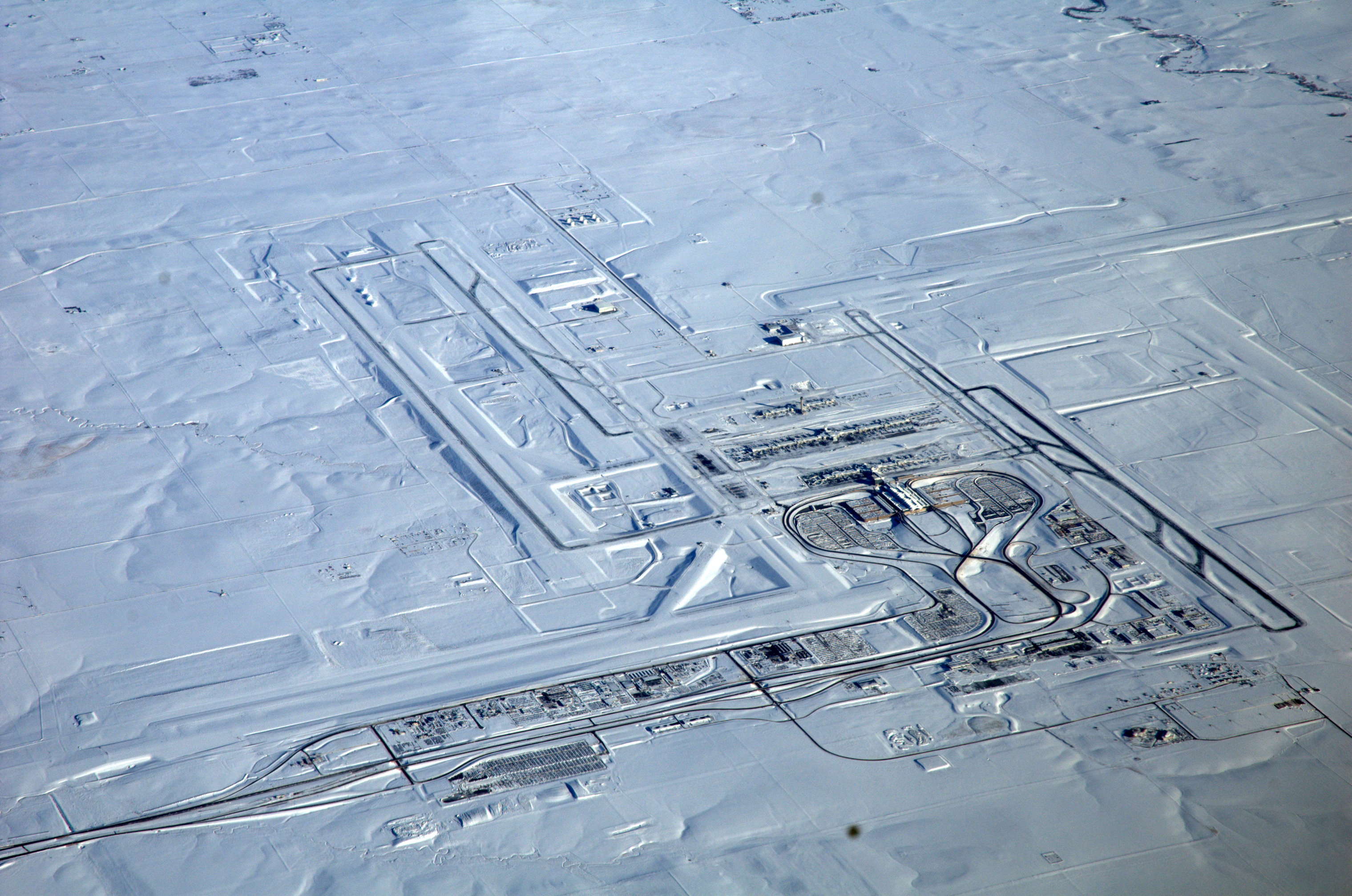
Zasněžené letiště, 22. prosince 2006. Během 48 hodin před pořízením tohoto snímku v oblasti nasněžilo 51 cm sněhu, následkem čehož byla doprava na 45 hodin přerušena.
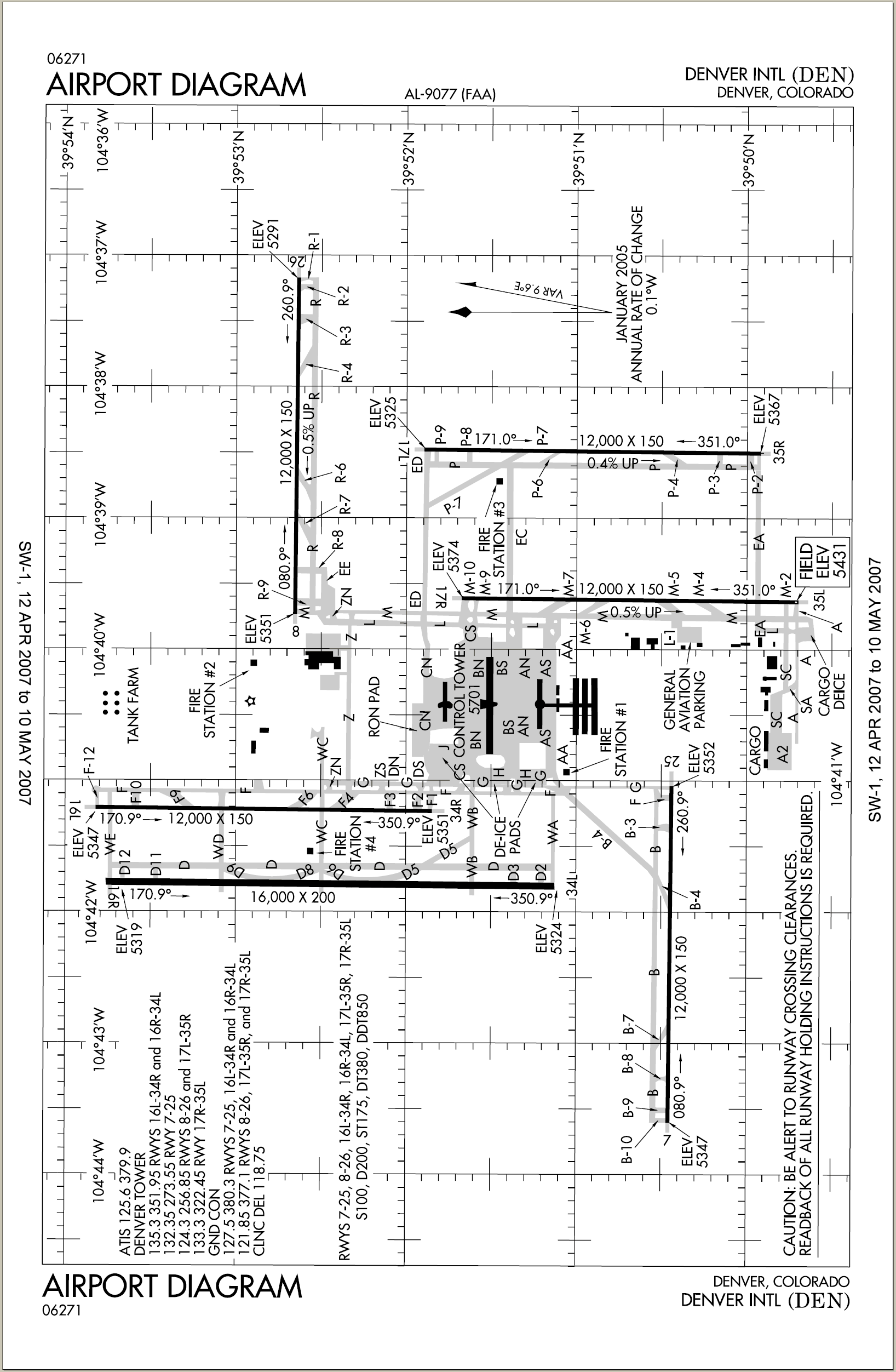
Plán organizace FAA
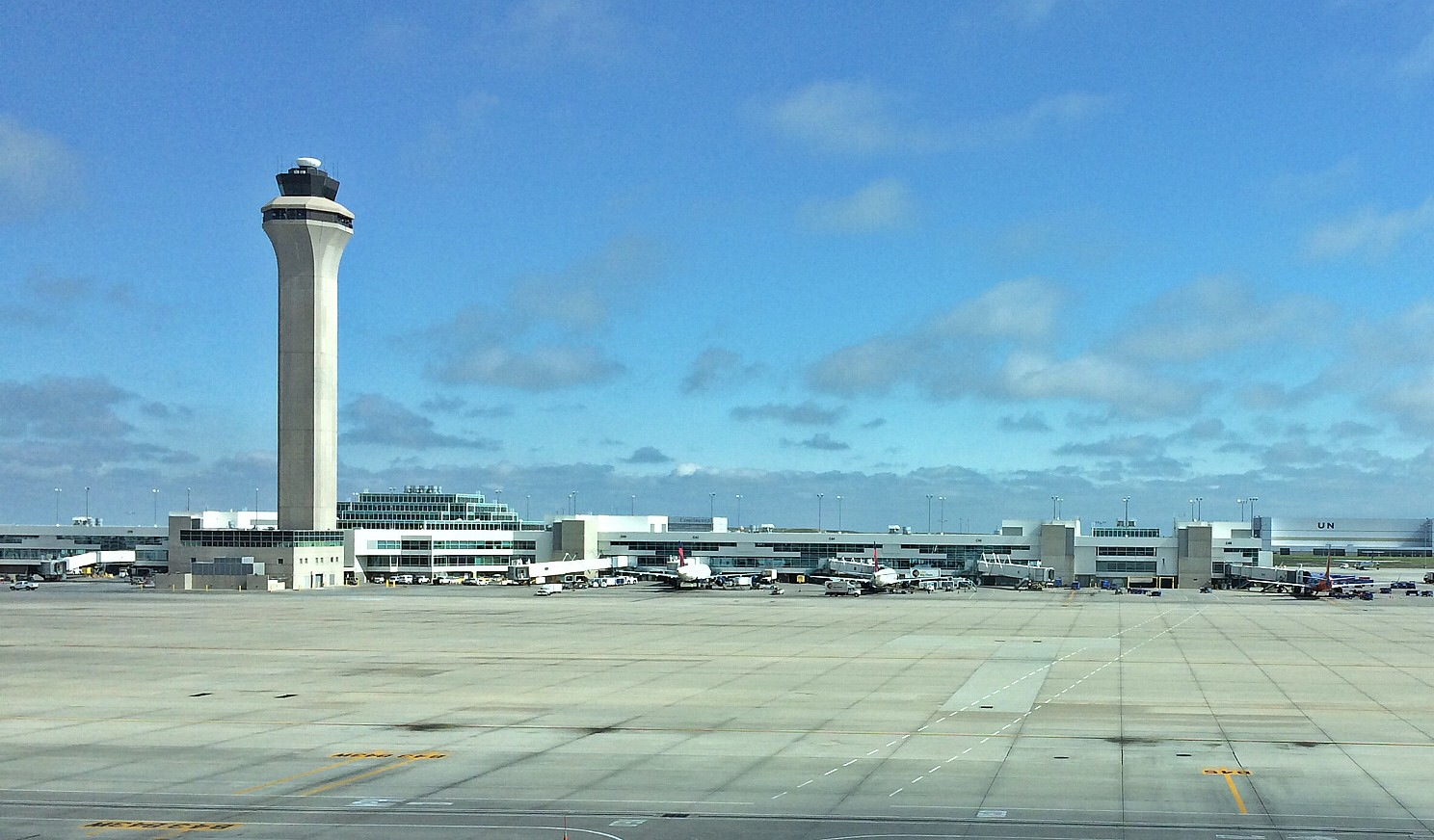
Terminál A